# Carmes (metropolitana di Tolosa)
Carmes è una stazione della metropolitana di Tolosa, inaugurata il 30 giugno 2007. È dotata di una banchina a 7 porte e perciò non può accogliere treni composti da più di due vetture.
Trovandosi in prossimità della stazione Esquirol della Linea A, è stata presa in considerazione l'idea di costruire un corridoio che le colleghi.

## Architettura
L'installazione d'arte che si trova nella stazione di Carmes è stata realizzata da Jean-Paul Marcheschi, e si intitola La via lattea. È ispirata al poema mistico La Nuit obscure di Giovanni della Croce appartenente all'ordine dei Carmelitani scalzi.

## Servizi
La stazione dispone di:
- Biglietteria automatica
- Scale mobili